# Telescopium
Telescopium (Tel), ou Telescópio, é uma constelação do hemisfério celestial sul. O genitivo, usado para formar nomes de estrelas, é Telescopii. É uma das 14 constelações criadas pelo astrônomo francês Nicolas Louis de Lacaille no século XVIII.
As constelações vizinhas são Sagittarius, Corona Australis, Ara, Pavo e Indus.

## História

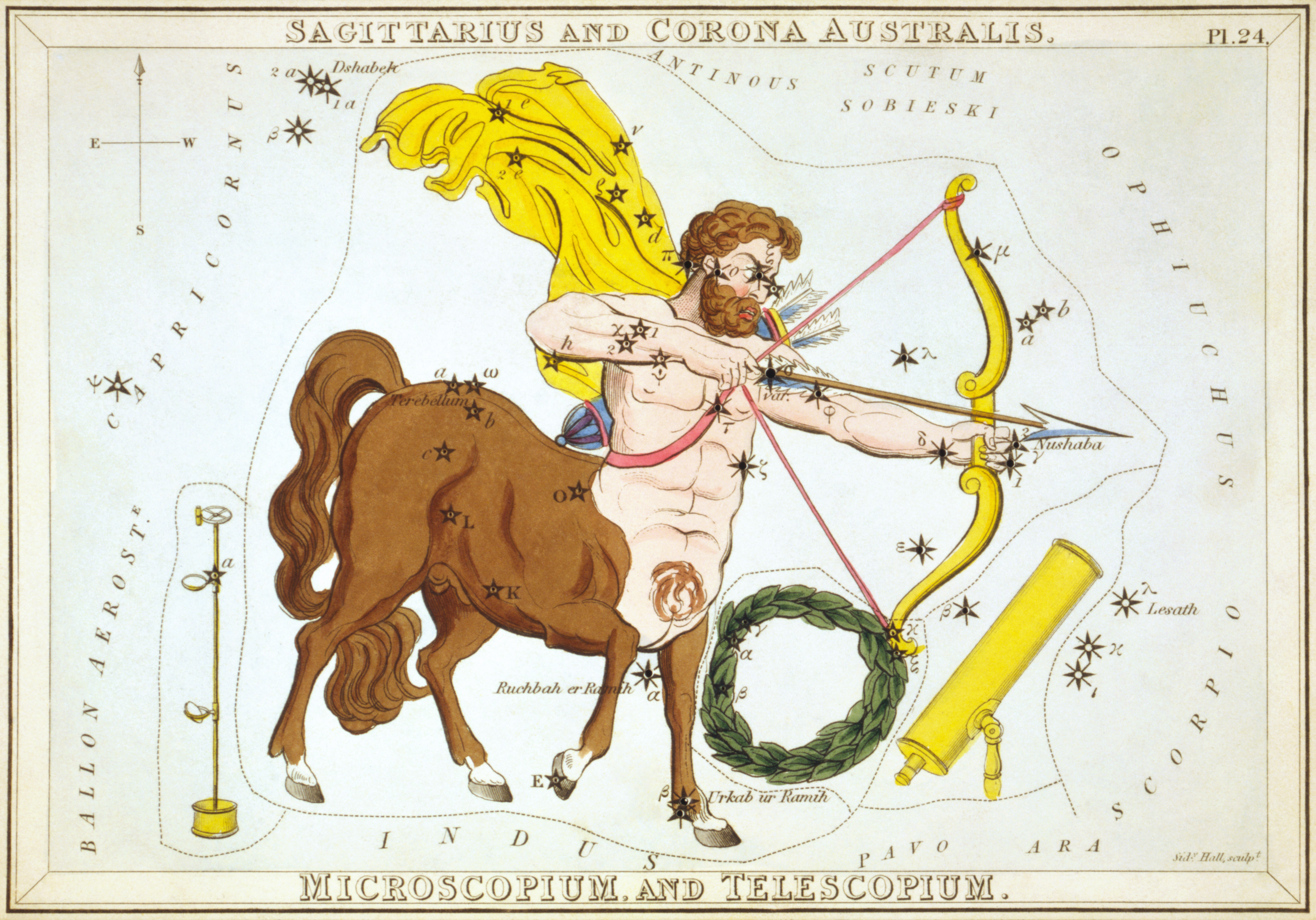
Constelação vista num catálogo de 1824

A constelação Telescopium foi apresentada por volta de 1751 por Nicolas Louis de Lacaille com o nome em francês le telescope, representando um telescópio aéreo. Ela se alonga na direção norte entre Sagittarius e Scorpius. Johann Bode a denominou Astronomische Fernrohr em 1805 em sua obra Gestirne e manteve seu tamanho, mas Baily e Gould reduziram seus limiares. A constelação já reduzida perdeu outras estrelas brilhantes para as constelações vizinhas: Beta telescopii se tornou Eta Sagittarii, onde já estava antes de Lacaille colocá-la na constelação. Gamma telescopii retornou ao seu antigo nome de 45 Ophiuchi, e sigma telescopii foi colocado na constelação Corona Australis. Anteriormente esta estrela não possuía nome, mas agora é conhecida como HR 6875 .
Telescopium foi constantemente chamada "Tubus Astronomicus", entretanto este nome agora é obsoleto.
É extremamente difícil de se localizar, por apresentar dimensões reduzidas e ser constituída por estrelas de brilho muito fraco. Procure-se a sua estrela mais brilhante ( Alfa ), usando como referência a proximidade da constelação do Escorpião.